# Dharius
Alan Alejandro Maldonado Tamez (Guadalupe, Nuevo León, 24 de septiembre de 1984), conocido como Dharius o DHA (anteriormente MC Dharius), es un rapero y compositor mexicano. Es conocido por haber sido miembro del grupo de hip hop Cártel de Santa.

## Carrera musical
Empezó su carrera musical en el año de 1994 a la edad de 10 años cuando su hermano Rodo y sus primos Fredo y Vhetto lo invitan a formar parte del grupo de rap Los Pattos (uno de los primeros grupos de rap en México) con el cual comenzó a escribir sus primeras letras de canciones y a presentarse en diversas tocadas Underground en el área cercana de la ciudad de Monterrey, así como en uno de los pocos programas de televisión en México que brindaba espacio a bandas independientes de principios de los noventa llamado "Desvelados" conducido por Juan Ramón Palacios, un joven comunicador y visionario que apoyó, en un tiempo donde no existía el apoyo de los medios de comunicación ni de las disqueras, a muchos de los grupos de géneros alternativos reconocidos de hoy en día.
En 1996, a la edad de 12 años, graba su primer demo en estudio junto a los Pattos, del que se desprenden 2 sencillos que comienzan a sonar en algunos programas de radio en Monterrey: Tierra mexicana y Siento, con este último también llega su primer video y también su primer reconocimiento, ganando la categoría de Mejor Video Estudiantil en la entrega de premios "La almohada de oro" a lo mejor de la música en Monterrey.
A pesar de que Los Pattos se había convertido en un proyecto prometedor, las responsabilidades de algunos de los integrantes les impiden dedicarse de tiempo completo, por lo que dejan momentáneamente a un lado el grupo, disolviéndose por completo luego de cuatro años.
A finales de 1998, Dharius forma con un par de conocidos el grupo Punto Demente, que no tarda en posicionarse como uno de los mejores grupos de rap Underground en Monterrey, comenzando así el Movimiento Callejero de Rap que hasta la fecha sigue creciendo en todo México.
En 1999 conoce a Babo, líder de Cártel de Santa. Con él, y junto a los mejores integrantes de otros grupos de rap de la zona funda el colectivo "La Real Academia de la Rima" grabando varias canciones y colocándose en un gran puesto en el rap a nivel nacional.
No pasó más de un año de la creación de la Real Academia de la Rima para que Dharius fuera invitado (al igual que Babo) a formar parte de "La Artillería Pesada", grupo fundado por Fermín IV, vocalista de Control Machete, el máximo exponente del Rap en esa época.
Dharius y Babo se unen a la Artillería Pesada y graban un disco en el que participaron grandes raperos de talla internacional como El Meswy (uno de los mejores exponentes del rap en España) pero a pesar de toda la producción, el disco nunca salió a la luz debido a razones aun desconocidas.
En el año del 2002, Dharius es invitado por Babo como apoyador en la gira del primer disco del Cartel de Santa.
Dharius acepta y comienza a viajar por todo México con este grupo.
En 2003, Cartel de Santa es invitado a participar con una canción en el tributo al gran cantautor Mexicano José Alfredo Jiménez titulado "XXX", el grupo acepta y Babo invita a Dharius a colaborar con ellos en la reedición de la canción "Ella". Esta sería la segunda grabación de Dharius con el Cartel de Santa (ya había colaborado con ellos en la canción Súper MC’s, incluida en el primer disco homónimo de la agrupación) y también sería la canción con la que; unos meses después, el grupo ganaría su primer disco de oro por sus altas ventas.
La fama de Cartel de Santa creció rápidamente y pronto fue llamado para producir el tema principal de la versión mexicana de la serie Factor Miedo, en la cual Dharius también participó.
A finales del 2003, Cartel de Santa empieza a grabar su segundo disco y Babo invita a Dharius a unirse definitivamente a las filas del grupo. Dharius sin dudarlo aceptó y ese mismo año grabó junto a Babo y Rowan Rabia (Cerebro musical del Cartel de Santa) el disco titulado "Vol. 2", el cual contó con colaboraciones de alto nivel, tales como Tego Calderón de Puerto Rico, Arianna Puello de República Dominicana, y La cantautora mexicana Julieta Venegas. Con este disco, Dharius y el Cartel de Santa dieron un salto a las carteleras internacionales, siendo nominados para la categoría de Mejor Artista Nuevo en los MTV Latin Awards 2004.
2005 prosiguió con la internacionalización del intérprete. También puso a prueba su versatilidad al participar por primera vez en la banda sonora de un largometraje, la cinta estadounidense "Sueño", protagonizado por el Actor Nominado al Globo de Oro John Leguizamo y la actriz mexicana Ana Claudia Talancón. Pero esto solo fue el principio. Dharius y Cartel de Santa interpretaron el tema principal de la película Don de Dios, Thriller mexicano producido en 2005, y el largometraje de acción Desafío, de 2010. En 2012 lanzan la serie de televisión Cloroformo, donde también un tema del grupo es elegido para representar la producción.
Después del Vol. 2, todo lo que Dharius graba ha conseguido penetración internacional junto a su grupo.
El Vol. Prohiiibido, lanzado en 2006, le permite escribir e interpretar una canción con Mr. Sinful, El Pecador, rapero internacional y referencia obligada del género en las últimas tres décadas. Un año después, graba a dueto con el grupo estadounidense Hata Proof la canción “Si somos callejeros”, popularizando el rap texano y causando un impacto tan grande en el territorio nacional, que a raíz de ello se crea el movimiento subcultural de “Los Texas”, una tribu urbana caracterizada por usar pantalones entallados, camisetas largas y diseños de pelo en el cráneo.
El cuarto disco de la agrupación, titulado Vol. 4, (2008) mostró una temática más urbana y los consagró como los únicos en su género. También abrió la puerta para la planeación de la más intensa gira de conciertos que hayan realizado jamás, consolidando a los grandes grupos de fanáticos en estados de México como Quintana Roo y Veracruz, en un solo club a través de las redes sociales, llamado “La Jauría”
Sincopa, la quinta producción de Dharius y su exitoso grupo llegó en el 2010 batiendo varios récords. Los convirtió en el grupo de Rap que más discos ha editado. También es el álbum con el que Dharius conseguiría su segundo disco de oro, vendiendo más de 35,000 copias en una época en que la piratería y las descargas ilegales de internet dominan el mercado.
Gracias a esto, se editó el disco conmemorativo Sincopa 5.1, en cual contiene como material adicional, 4 temas inéditos del grupo y 5 videos, así como el documental "Una Historia" del Cartel de Santa.
Dharius ha logrado con su rap llegar hasta lugares que nunca imaginó. Ha presentado su espectáculo en ciudades como Quito, Ecuador. Miami, Texas y Chicago en Estados Unidos y participando en dos de los festivales más importantes de hip hop a nivel mundial, Hip Hop Al Parque en Colombia, y el Hipnotik Festival en España. También ha tenido participaciones especiales en discos de otros artistas como "Historias de rancho" del grupo Chicote y "Orgullosamente ilegal" del grupo "Hata Proof".
En 2012 realizó la más grande gira de conciertos de su historia musical en más de una veintena de estados de la república mexicana, con asistencias de decenas de miles en la mayoría de las sedes en las que se presenta. El “Me Atizo Macizo Tour 2012” tuvo llenos totales en el estado de Zacatecas, Veracruz, Quintana Roo y por primera vez, en su natal Nuevo León.

## Solitario

### 2014 - Directo Hasta Arriba
El rapero tuvo que esperar 10 años para lanzar su primer álbum como solista “Directo hasta arriba”, luego de haber pertenecido al grupo regiomontano Cártel de Santa. “Directo hasta arriba” es uno de los proyectos más ambiciosos de Dharius pues ya tenía la intención de tener un material con su sello y estilo, pero no se había decidido; la oportunidad llegó cuando deja a una de las agrupaciones más conocidas dentro del círculo de hip hop nacional. “Ahí estaba esperando una oportunidad yo siempre estuve al tiro con el Cartel pero cuando íbamos a hacer el Volumen VI ya como que mis ideas no les cabían ahí en el disco y yo decidí irme a grabar como solista, es un disco que quedó muy diferente a todo lo que había hecho, se nota más mi estilo, más rápido, más fiesta”, apuntó el cantante en entrevista con Notimex.
Todas las pistas del disco corren a cargo de Mauricio Garza y se grabaron en Los Ángeles, California, en donde Dharius se pasó más de dos meses viviendo para componer nuevos temas, pues en este disco no incluyó nada de lo que tenía escrito antes. El disco contiene 11 temas inéditos, entre ellos "La raja", "Internacional", "Homicidha", "Lírica onírica", "Directo hasta arriba" y "Qué buen fiestón".

### Colaboración reciente
El 14 de mayo de 2020 el rapero estrenaba el sencillo "Todos En La Cuadra Bien Locos", colaboración que se esperaba desde que se dio a conocer la noticia que estaría rapeando junto a C-Kan, Gera MX, Santa Fe Klan y Neto Peña en esta canción, que cuatro días después de ser estrenada ya acumulaba los 4 millones de views en la plataforma Youtube siendo un gran éxito para estos raperos mexicanos.

### Estilo musical
Las influencias de García fueron Cypress Hill, Control Machete, Tha Mexakinz, Snoop Dogg y N.W.A. al hablar sobre sus influencias desde que tenía 9 años gracias a sus primos Los Pattos que ya tenían discos de rap, fue el primer grupo que empezó en hacer rap.[cita requerida]

## Discografía

### En solitario
- 2014 Directo hasta arriba
- 2018 Mala fama, buena vidha
- 2022 Cuando todo acaba
- 2024 El diablo, la muerte y yo

### Con Cartel de Santa
- 2002 Cártel de Santa[5]
- 2004 Vol. II[5]
- 2006 Volumen ProIIIbido[5]
- 2008 Vol. IV[5]
- 2010 Sincopa[5]
- 2012 Me Atizo Macizo Tour 2012 En Vivo Desde el D.F

## Premios y nominaciones
Ritmo Urbano
| Año  | Premio       | Categoría               | Obra                   | Resultado | Ref.  |
| ---- | ------------ | ----------------------- | ---------------------- | --------- | ----- |
| 2016 | Ritmo Urbano | Mejor Video de Rap 2016 | Mala Vibra             | Ganador   | [ 6 ] |
| 2018 | Ritmo Urbano | Mejor Rapero de 2018    | Dharius                | Nominado  | [ 7 ] |
| 2018 | Ritmo Urbano | Mejor Video             | Mala Fama, Buena Vidha | Ganador   | [ 8 ] |

### Premios y nominaciones con Cartel de Santa
Latin Grammy
| Año  | Premio | Categoría                                            | Obra    | Resultado | Ref.  |
| ---- | ------ | ---------------------------------------------------- | ------- | --------- | ----- |
| 2010 | Grammy | Premio Grammy Latino al Mejor Álbum de Música Urbana | Sincopa | Nominado  | [ 9 ] |